# Georg Röbcke

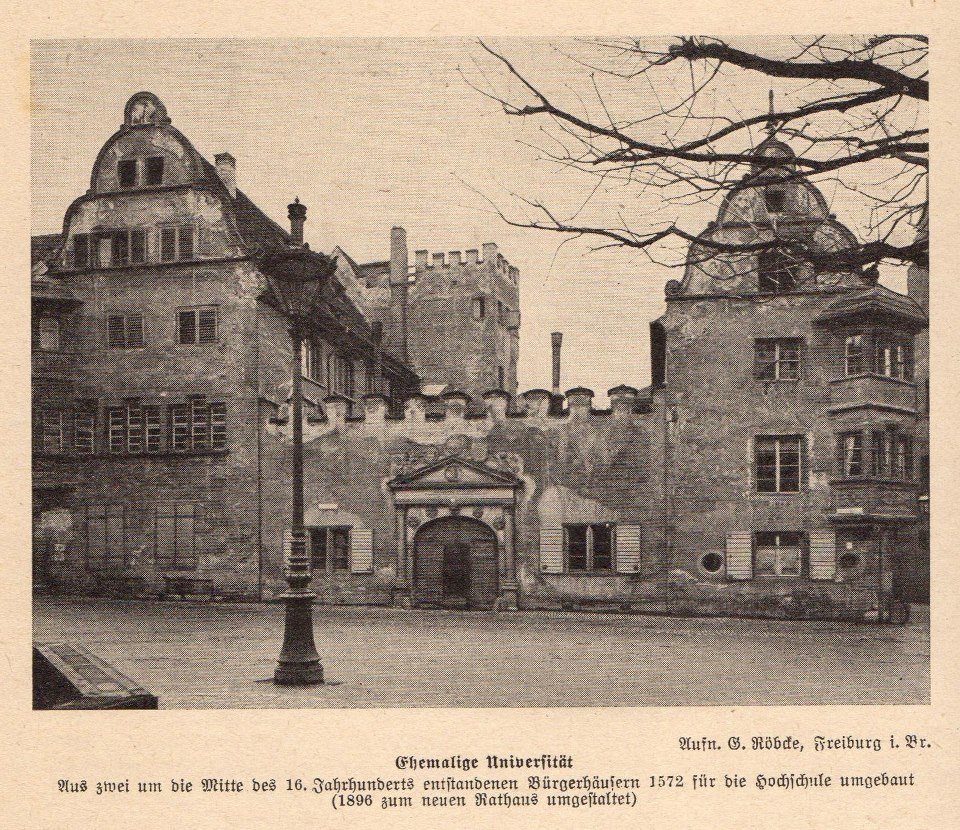
Ansicht der Alten Universität in Freiburg von Georg Röbcke, 1896 zum Neuen Rathaus umgebaut

Karl Louis Georg Röbcke (* 7. August 1863 in Lüchow; † 27. Februar 1941 in Freiburg im Breisgau) war ein deutscher Fotograf.

## Leben
Georg Röbcke kam über Trient, Bozen, Colmar und Heidelberg 1885 nach Freiburg, wo er zunächst als Gehilfe des Fotografen Christof Clare tätig war. Zum 1. Januar 1896 übernahm er dessen Geschäft und führte es unter dem Namen „Photographische Kunst- und Verlagsanstalt Georg Röbcke“ weiter.
Röbcke arbeitete auch als Dokumentarfotograf für die Stadt Freiburg und für die Städtischen Sammlungen in Freiburg. Er dokumentierte in zahlreichen Aufnahmen die Stadt Freiburg, Aufnahmen die nach der Zerstörung im Zweiten Weltkrieg und in der Nachkriegszeit heute vielfach von hohem Quellenwert sind.
Sein Sohn Hermann, der seit 1926 im Betrieb des Vaters arbeitete, führte das Geschäft bis 1959 weiter. Der Nachlass des Fotografen, seine Auftragsbücher und Glasplatten, befinden sich im Freiburger Stadtarchiv, die Glasplatten von Aufnahmen des Freiburger Münsters im Archiv des Freiburger Münsterbauvereins.